# Ramona Pop
Ramona Pop (Timișoara, 31 octobre 1977) est une politicienne allemande. 